# Ширшов Микола Володимирович
Микола Ширшов (узб. Nikolay Shirshov, 22 червня 1974, Ташкент — 28 грудня 2021, Ростов-на-Дону) — узбецький футболіст, що грав на позиції захисника за низку узбецьких і російських клубних команд, а також за національну збірну Узбекистану.

## Клубна кар'єра
У дорослому футболі дебютував 1992 року виступами за команду «Трактор» (Ташкент), в якій того року взяв участь у 16 матчах чемпіонату. 
З 1992 до 1999 рік грав за «Пахтакор», у складі якого за цей період по два рази вигравав чемпіонат і Кубок Узбекистану. 1994 року також провів одну гру за казахстанський «Ордабаси».
2000 року перебрався до Росії, уклавши контракт з «Ростовом», у складі якого провів наступні шість років своєї кар'єри гравця.  Граючи у складі «Ростова» здебільшого виходив на поле в основному складі команди.
Згодом протягом 2006—2007 років грав за СКА (Ростов-на-Дону), після чого захищав кольори команд «Батайськ-2007» та «Таганрог», а завершував ігрову кар'єру у складі МІТОС (Новочеркаськ) протягом 2011—2012 років.
Помер 28 грудня 2021 року на 48-му році життя в Ростові-на-Дону.

## Виступи за збірну
1996 року дебютував в офіційних матчах у складі національної збірної Узбекистану.
У складі збірної був учасником кубка Азії 1996 в ОАЕ, кубка Азії 2000 в Лівані, а також кубка Азії 2004 в Китаї.
Загалом протягом кар'єри в національній команді, яка тривала 10 років, провів у її формі 63 матчі, забивши 13 голів.

## Титули і досягнення

### Командні
- Чемпіон Узбекистану (2):

«Пахтакор»: 1992, 1998
- Володар Кубка Узбекистану (2):

«Пахтакор»: 1993, 1997

### Особисті
- Друге місце в опитуванні на звання «Футболіст року в Узбекистані» (1):

2001